# Alsidieae
Alsidieae, tribus crvenih algi, dio porodice Rhodomelaceae. Postoje dva priznata roda s 14 vrsta.

## Rodovi
1. Alsidium C.Agardh
2. Digenea C.Agardh

### Sinonimi
- Bryothamnion Kützing, 1843 = Alsidium
- Helminthochorton Zanardini, 1843 = Alsidium